# Foard megye
Foard megye az Amerikai Egyesült Államokban, azon belül Texas államban található. Megyeszékhelye és legnagyobb városa Crowell. Lakosainak száma 1095 fő (2020. április 1.). Foard megye Baylor, Cottle, Wilbarger, Knox, King és Hardeman megyékkel határos.

## Népesség
A megye népességének változása:
| Lakosok száma | 1333 | 1351 | 1307 | 1277 | 1220 | 1095 |
|               | 2010 | 2011 | 2012 | 2013 | 2015 | 2020 |